# Broby Kommune
| Strukturdaten       | Strukturdaten           |
| ------------------- | ----------------------- |
| Sitz der Verwaltung | Nørre Broby             |
| Fläche              | 99,94 km²               |
| Einwohner           | 6.331 (2006)            |
| Kommune seit 2007   | Faaborg-Midtfyn Kommune |
| Website             | www.broby.dk            |

Broby Kommune war bis Dezember 2006 eine dänische Kommune auf der Insel Fünen im damaligen Fyns Amt. Sie entstand im Zuge der Kommunalreform im Jahre 1970. Seit Januar 2007 ist sie zusammen mit den Kommunen Faaborg, Ringe, Ryslinge und Årslev Teil der neugebildeten Faaborg-Midtfyn Kommune.